# Pachycondyla mayri
Pachycondyla mayri är en myrart som först beskrevs av Carlo Emery 1887.  Pachycondyla mayri ingår i släktet Pachycondyla och familjen myror. Inga underarter finns listade i Catalogue of Life.
Myror i släktet Pachycondyla är vanligtvis medelstora till stora och kännetecknas av robust kroppsform, välutvecklade käkar och kraftiga ben. De flesta arter i släktet är marklevande rovdjur som jagar andra små ryggradslösa djur. Den exakta morfologiska beskrivningen av P. mayri är begränsad i tillgänglig litteratur, men den antas ha typiska drag för släktet, såsom en kraftig petiol (midjesegment) och mörkfärgad kropp. 